# Jamil (nome)
Jamil (in arabo: جميل, traslitterato anche come Jameel) è un nome proprio di persona arabo maschile.

## Varianti
- Femminili:  جميلة (Jamila, Jameela, Jamillah)[4][5]
- Arabo egiziano: جميل (Gamil)[5]
  - Femminili: جميلة (Gamila)[5]
- Arabo maghrebino: جميل (Djamel, Djamil)
  - Femminili: جميلة (Djamila)[5]

### Varianti in altre lingue
- Spagnolo (America latina)
  - Femminili: Yamila[5], Yamilé[5], Yamilet[5], Yamileth[5]
- Turco: Cemil[5]
  - Femminili: Cemile[5]

## Origine e diffusione
Riprende il termine arabo جميل (jamīl), che significa dire "bello", "attraente", "grazioso", "ammirevole"; dalla stessa radice deriva anche il nome Jamal, di cui Jamil viene talvolta considerato una variante. 
Per semantica, Jamil è affine ai nomi Bella, Shayna, Bonnie, Grażyna, Beau, Specioso e Callisto.

## Onomastico
Il nome Jamil è adespota, non essendo portato da alcun santo. L'onomastico ricade il 1º novembre, giorno di Ognissanti.

## Persone
- Jamil, poeta arabo
- Jamil, rapper italiano
- Jamil al-Midfa'i, politico iracheno
- Jamil Gedeão, cestista brasiliano

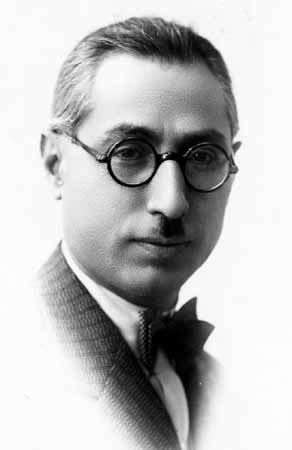
Jamil Mardam Bey

- Jamil Joseph, calciatore santaluciano
- Jamil Mahuad, politico ecuadoriano
- Jamil Mardam Bey, politico siriano

### Variante Jameel
- Jameel McClain, giocatore di football americano statunitense
- Jameel Watkins, cestista statunitense

### Variante Djamel
- Djamel Abdoun, calciatore francese naturalizzato algerino
- Djamel Bakar, calciatore francese
- Djamel Belmadi, allenatore di calcio e calciatore algerino
- Djamel Haimoudi, arbitro di calcio algerino
- Djamel Mesbah, calciatore algerino
- Djamel Zidane, calciatore algerino

### Varianti femminili
- Jamila Afghani, attivista afghana
- Djamila Bouhired, attivista algerina
- Jamilia Craft, wrestler statunitense
- Yamila Díaz, modella argentina
- Yamila Figueroa, schermitrice cubana
- Jamila Wideman, cestista e attivista statunitense